# Margaret Boden
Pour les articles homonymes, voir Boden (homonymie).
Margaret-Ann Boden (née le 26 novembre 1936 à Londres et morte le 18 juillet 2025 à Brighton) est une chercheuse en sciences cognitives rattachée au département d'informatique de l'Université du Sussex, où son travail englobe les domaines de l'intelligence artificielle, la psychologie, la philosophie, les sciences cognitives et les sciences de l'informatique.

## Biographie
Margaret-Ann Boden naît le 26 novembre 1936 à Londres. Son père, Leonard Boden, est fonctionnaire et sa mère, Violet Boden née Dawson travaille pour l'Anglo-Persian Oil Company. De 1967 à 1981, elle est mariée avec l'auteur et éditeur John Spiers avec qui elle a deux enfants, Ruskin et Jehane.
Elle étudie à la City of London School for Girls à la fin des années 1940 et 1950. Au Newnham College, Cambridge, elle termine major de promotion en médecine en 1958, obtenant le plus haut score en sciences naturelles. Elle obtient un second diplôme l'année suivante en philosophie dans l'Unité de recherche sur le langage de Cambridge (en) nouvellement créée et dirigée par Margaret Masterman travaillant sur les possibilités de traduction automatique.

## Carrière
En 1959, Boden est nommée maîtresse de conférence en philosophie à l'Université de Birmingham. Elle obtient une bourse Harkness de l'Université Harvard de 1962 à 1964, puis revient à Birmingham pour un an, avant de passer en 1965, à un poste d'enseignante en philosophie et psychologie à l'Université du Sussex, où elle sera plus tard nommée conférencière, puis professeure. Elle a obtenu un Doctorat en psychologie sociale (spécialité : études cognitives) à Harvard en 1968.
Elle attribue à la lecture de Les Plans et la structure du comportement de Miller l'idée que l'approche autour des programmes informatiques pourrait être appliquée à l'ensemble de la psychologie.
Elle est doyenne fondatrice de l'École des sciences Cognitive et Informatiques (en) de l'Université de Sussex, précurseure de l'actuel département d'Informatique de l'université. Depuis 1997, elle est professeure de recherche en sciences cognitives au département d'informatique, où son travail englobe les domaines des sciences cognitives, des sciences informatiques, de l'intelligence artificielle, de la psychologie et de la philosophie.
Boden est membre du comité de rédaction du The Rutherford Journal.

### Les médias
En octobre 2014 et janvier 2015, Boden est interviewée par Jim Al-Khalili dans l'émission de radio BBC Four, The Life Scientific (en).
En février 2017, Boden, avec d'autres chercheurs, participe à un débat organisé par la British Academy sur la capacité des humains à développer des relations amoureuses avec des robots.

## Publications
- Purposive Explanation in Psychology, Harvard University Press, 1972 ;
- Artificial Intelligence and Natural Man, 1977/1987: 2d ed., MIT Press,  (ISBN 978-0-262-52123-9) ;
- Piaget, Fontana Modern Masters 1979; 2d ed. Harper Collins, 1984 ;
- « The Case for a Cognitive Biology » dans Proceedings of the Aristotelian Society, 54: 25–40, avec Susan Khin Zaw, 1980 ;
- Minds and Mechanisms, Cornell University Press, 1981 ;
- Computer Models of Mind: Computational approaches in theoretical psychology, Cambridge University Press, 1988  (ISBN 978-0-521-27033-5) ;
- Artificial Intelligence in Psychology: Interdisciplinary Essays, MIT Press, 1989,  (ISBN 978-0-262-02285-9) ;
- « The Philosophy of Artificial Intelligence » dans Oxford Readings in Philosophy, Oxford University Press, 1989/90,  (ISBN 978-0-19-875155-7) ;
- The Creative Mind: Myths and Mechanisms, Weidenfeld/Abacus & Basic Books, 1990 ; 2d ed. Routldge, 2004,  (ISBN 978-0-415-31453-4) ;
- Dimensions of Creativity, MIT Press, 1994 ;
- The Philosophy of Artificial Life, Oxford University Press, 1996 :
- « Artificial Intelligence » dans Handbook of Perception and Cognition, 2e éd, Academic Press Inc., 1996,  (ISBN 978-0-12-161964-0) ;
- Mind As Machine: a History of Cognitive Science, 2 volumes, Oxford University Press, 2006,  (ISBN 978-0-19-929237-0) /  (ISBN 978-0-19-924144-6) ;
- AI: Its Nature and Future, 2016,  (ISBN 978-0198777984)

## Honneurs
- Membre de l'Ordre de l'Empire britannique en 2001 pour « services à la science cognitive ».
- Membre (et ancienne vice-présidente) de la British Academy et Présidente de leur Section Philosophie, jusqu'en juillet 2002.
- Membre de l'Academia Europaea.
- Membre l'Association for the Advancement of Artificial Intelligence américaine (AAAI).
- Membre de l'European Association for Artificial Intelligence  (ECCAI).
- Membre à vie de Society for Artificial Intelligence and the Simulation of Behaviour anglaise.
- Membre du Conseil du Royal Institute of Philosophy.
- Ancienne Vice-Présidente (et Présidente du Conseil) de la Royale Institution.
- Doctorat honoris causa de l'Open University en avril 2004.
- Prix Allen Newell 2017.